# Najwyższe dopuszczalne stężenie chwilowe
Najwyższe dopuszczalne stężenie chwilowe (NDSCh) - wartość średnia stężenia określonego toksycznego związku chemicznego lub pyłu, które nie powinno spowodować ujemnych zmian w stanie zdrowia pracownika, jeżeli występuje w środowisku pracy nie dłużej niż 15 minut i nie częściej niż 2 razy w czasie zmiany roboczej, w odstępie czasu nie krótszym niż 1 godzina.